# Erigorgus lanator
Erigorgus lanator là một loài tò vò trong họ Ichneumonidae.